# Castelo do Espírito Santo
O Castelo do Espírito Santo localizava-se no município de Sanlúcar de Barrameda, província de Cádiz, na comunidade autónoma de Andaluzia, na Espanha.

## História
Foi erguido em 1588, por iniciativa de D. Alonso Pérez de Guzmán el Bueno y Zúñiga (1550-1615), 7° duque de Medina Sidonia, comandante da Invencível Armada, e reconstruído por Carlos III de Espanha em 1770.
Nada mais resta de sua edificação na actualidade.

## Galeria

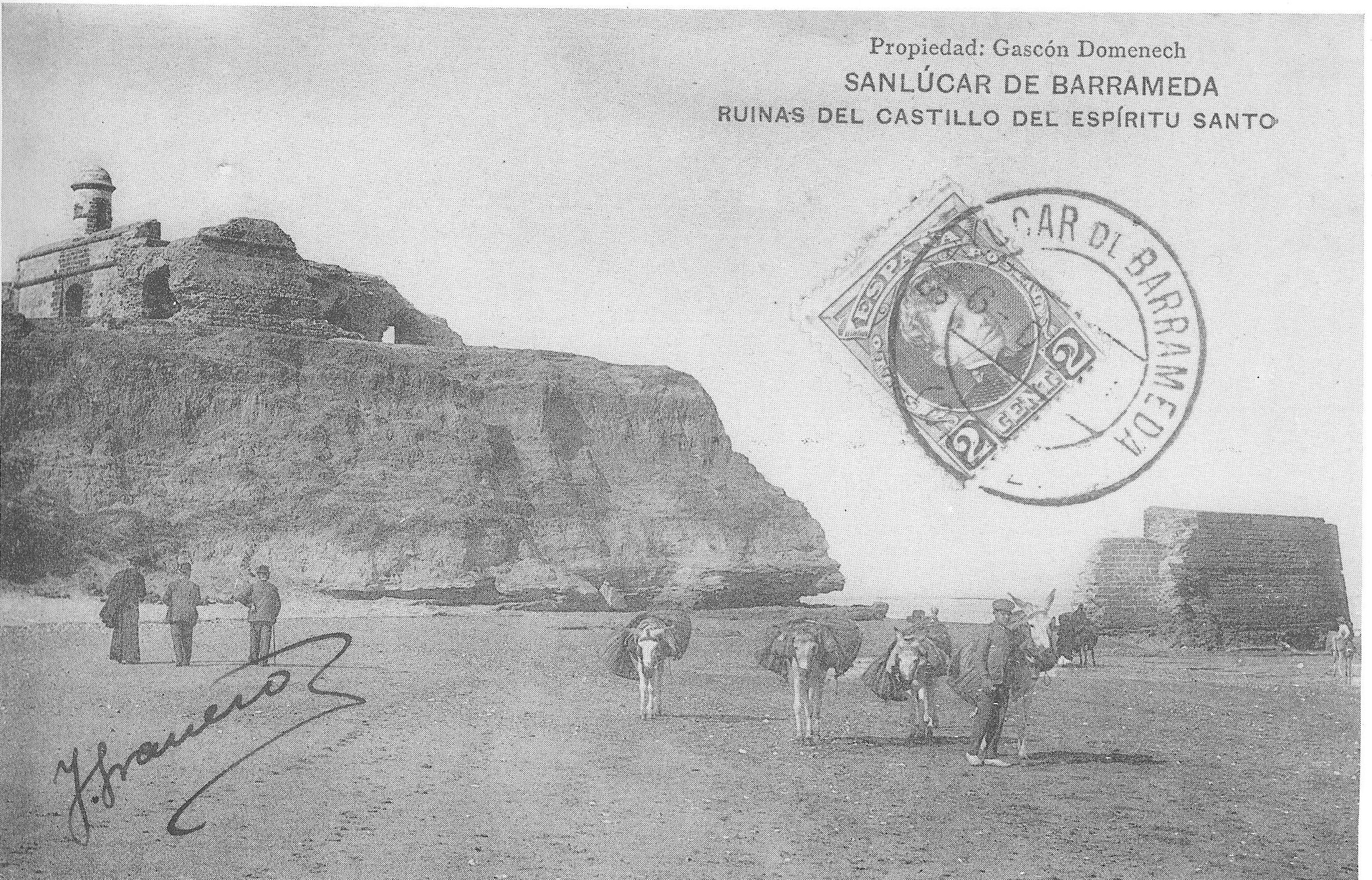
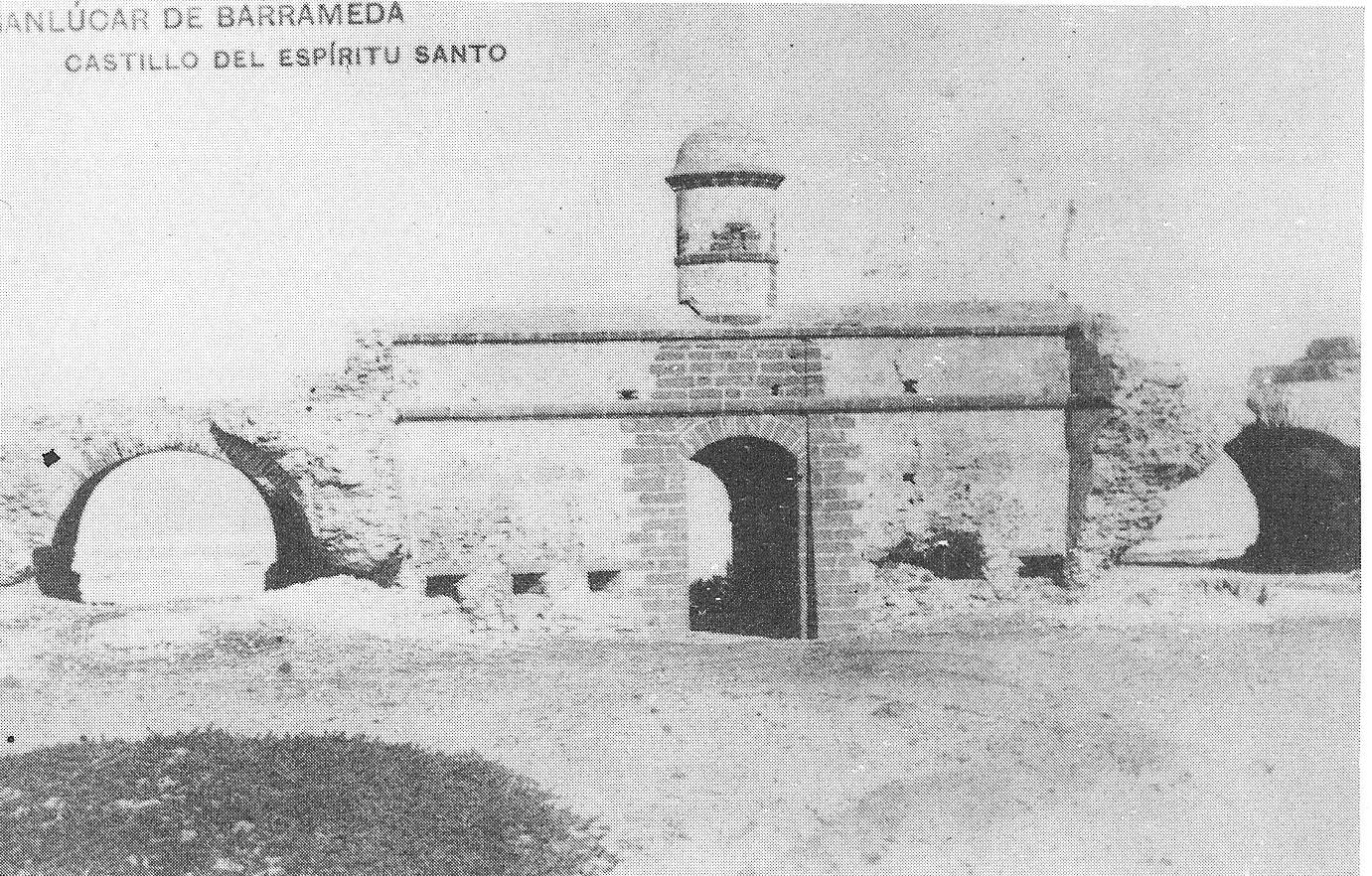
Imagens de princípios do século XX
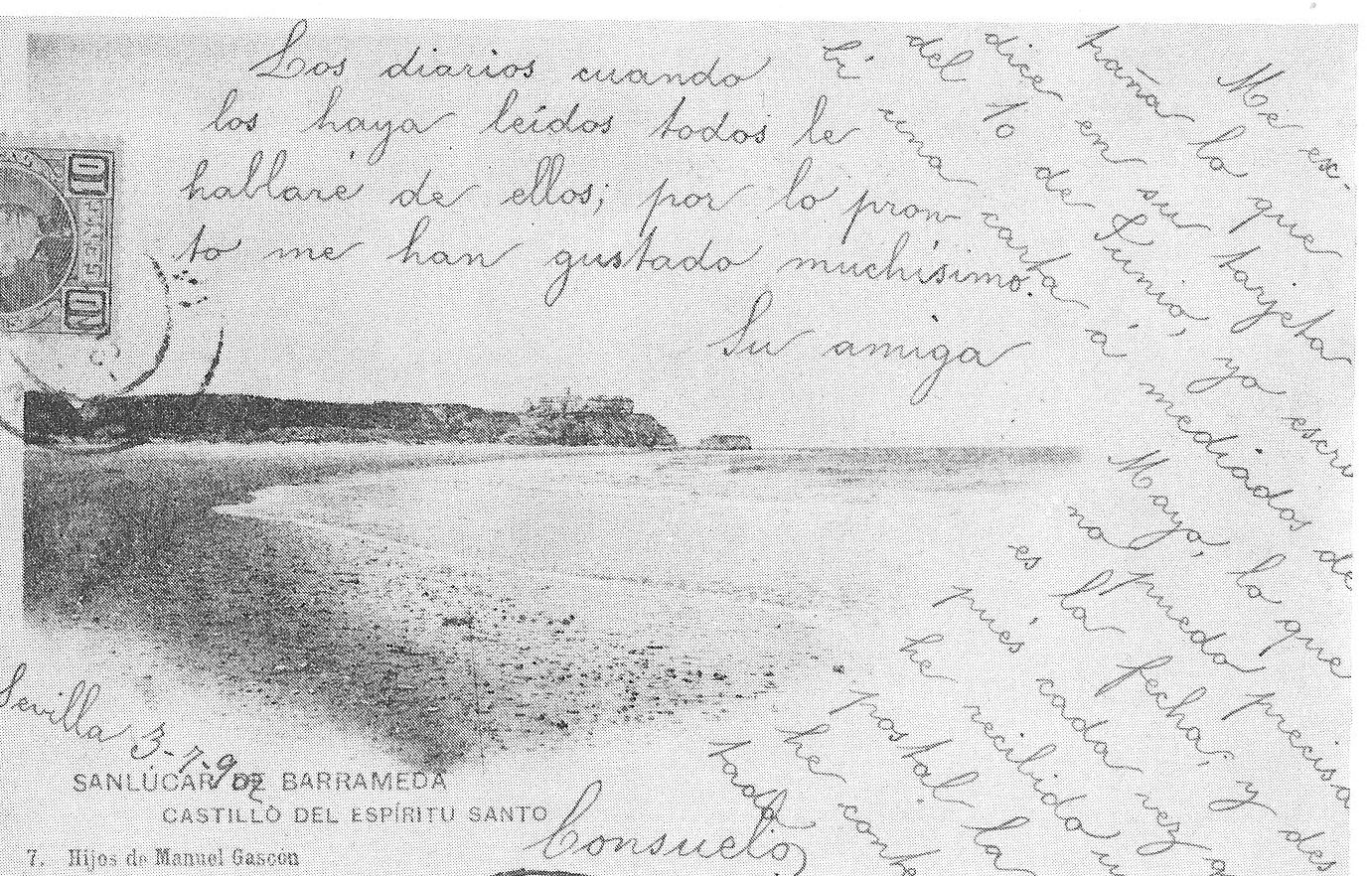